# Північно-Східний округ (Ботсвана)
Північно-Східний округ (англ. North-East District) - округ в Ботсвані. Адміністративний центр - місто Масунга.

## Географія
Сусідні області:
- Центральний - на заході
- Південний Матабелеленд (Зімбабве) - на сході

## Населені пункти
Найбільші:
- Франсистаун, 113 315 - друге за населенням місто Ботсвани
- Масунга, 3175

## Адміністративний поділ
Адміністративно округ ділиться на 2 субокруга:
Франсистаун і Північно-Східний.

## Економіка
Ведеться видобуток золотої руди. У Франсистауні розташований міжнародний аеропорт. Через територію округу проходить залізниця з Пламтрі (Південний Матабелеленд) в Палап'є (Центральний округ).